# Temnosternopsis quadrituberculatus
Temnosternopsis quadrituberculatus là một loài bọ cánh cứng trong họ Cerambycidae.